# Elbschlosskeller

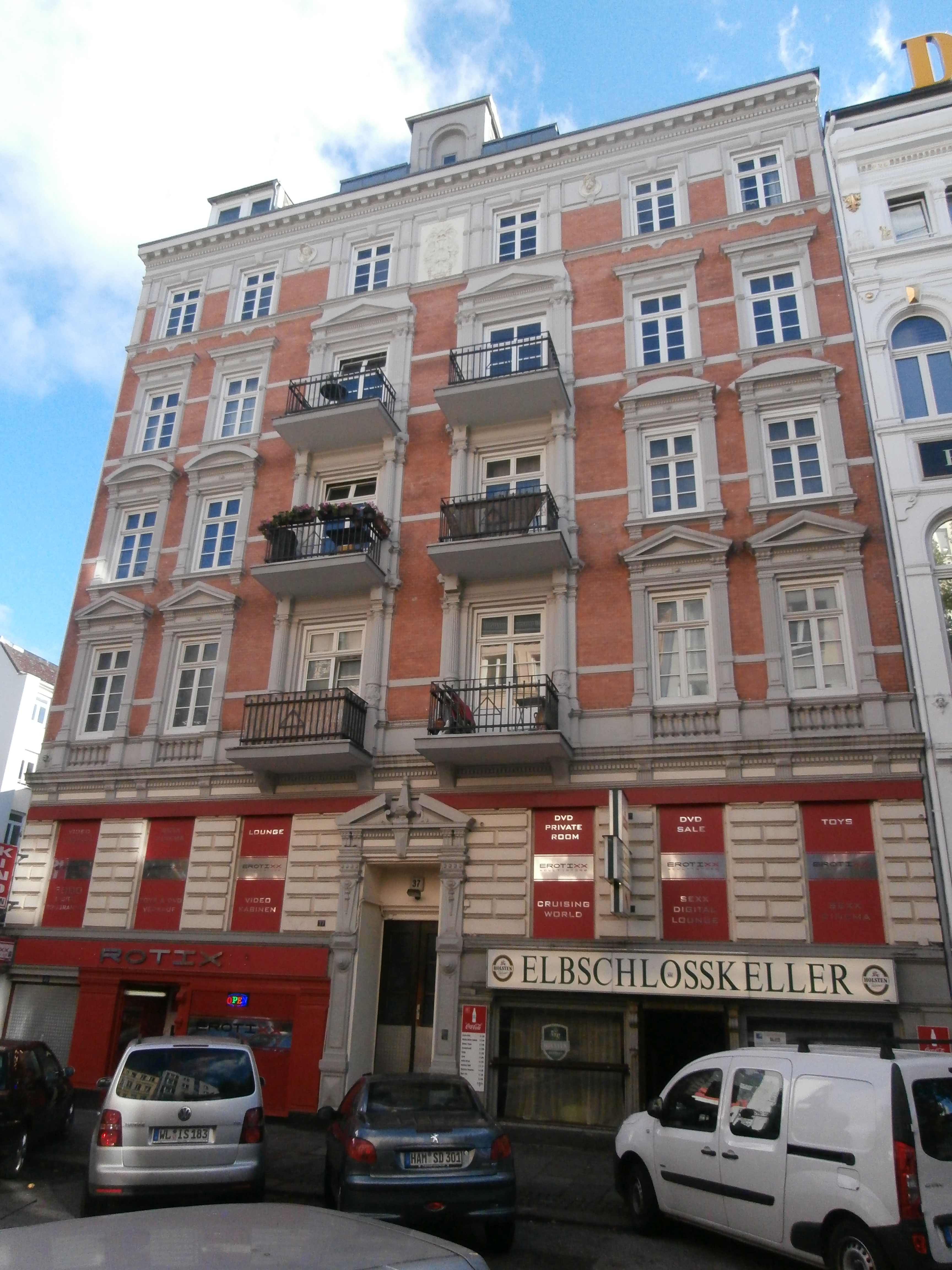
Hamburger Berg mit dem „Elbschlosskeller“

Der Elbschlosskeller ist eine Hamburger Kneipe in der Straße Hamburger Berg 38 im Stadtteil St. Pauli.

## Geschichte
Seit 1952 bietet der Elbschlosskeller seinen gastronomischen Service, seither hat sich am Erscheinungsbild des Interieurs wenig verändert. Benannt ist der Elbschlosskeller nach der ehemaligen Elbschloss-Brauerei in Hamburg-Nienstedten. Er ist rund um die Uhr geöffnet und verfügt über keine Speisekarte.
Größere Bekanntheit erlangte der Elbschlosskeller durch den Serienmörder Fritz Honka, der seine Opfer in den Kneipen des Hamburger Bergs suchte.
Von Medien wird der Elbschlosskeller oft als „härteste Kneipe“ Hamburgs betitelt. In den Jahren 2017 und 2025 starb jeweils eine Person als Folge von Streitigkeiten.
Zu Beginn der COVID-19-Pandemie wurde der Elbschlosskeller zeitweise in eine Suppenküche und Kleiderkammer für Obdachlose umgewandelt.

## Medialer Auftritt
- 2020: Doku-Soap: Reeperbahn Privat (RTL II).[8]

- 2024: Reportage: Zwischen Kult und Krawall – mein Kiez Hamburg! (Spiegel TV).[9]

## Trivia
In Hamburg gibt es die Redewendung, jemand sei „selbst für den Elbschlosskeller zu hässlich“. Die genaue Herkunft sowie der Entstehungszeitpunkt sind unklar. Möglicherweise gibt es auch hier die Verbindung zu den Opfern Fritz Honkas.
Aufgrund der flächendeckenden Schließung von Orten der öffentlichen Begegnung während der COVID-19-Pandemie im Frühjahr 2020 musste der Elbschlosskeller zunächst funktionierende Schlösser einbauen lassen, da er seit Jahren nicht mehr verschlossen wurde und die Schließanlage nicht funktionstüchtig war.